# ویلکینسون کال
ویلکینسون کال (به انگلیسی: Wilkinson Call) سناتور سابق عضو حزب دموکرات ایالات متحده آمریکا بود. وی در سال ۱۸۷۹ تا ۱۸۹۷ میلادی سناتور ایالت فلوریدا در سنای ایالات متحده آمریکا بود.